# دماغ یهودی

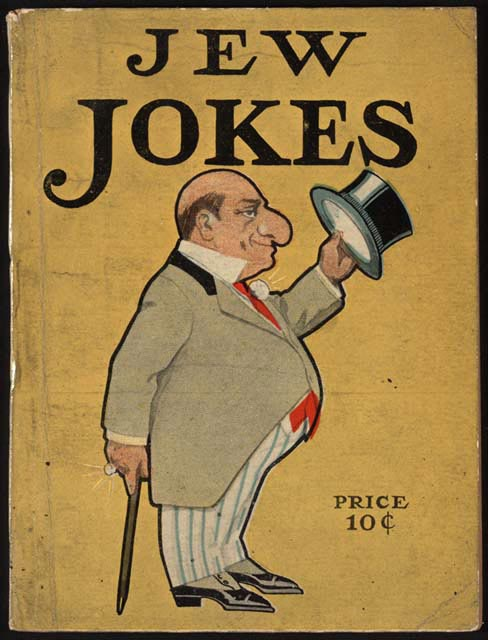
نگاره ای روی جلد یک کتاب جوک آمریکایی در سال ۱۹۰۸، با اشاره مبالغه آمیز و افراطی به بینی یک مرد یهودی.

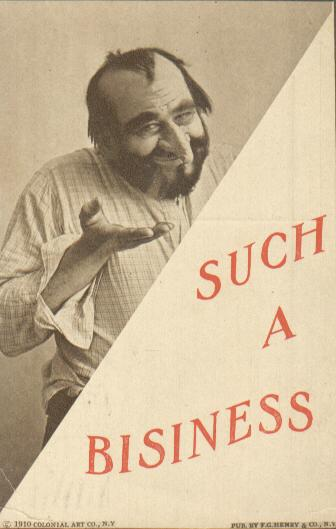
کارت پستال یهود-ستیزانه آمریکایی چاپ شده در نیویورک، در اشاره به نفوذ اقتصادی و پول‌پرستی یهودیان.

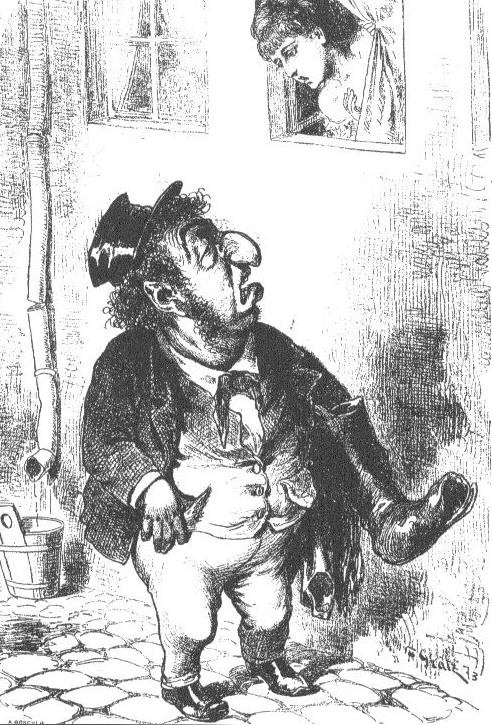
کاریکاتور ضدیهودی قرن نوزدهم به تصویر کشنده دماغ یهودی

دماغ یهودی کلیشه‌ای قومی است که به دماغ عقابی که نوکش رو به پایین بوده و بخش استخوانیش محدب است اشاره دارد که در کاریکاتورهای خصمانه از یهودیان در میانه قرن نوزدهم در اروپا متمایز می‌شد، و از آن زمان به یکی از عناصر تعریف کنندهٔ کلیشه‌های یهودیان تبدیل شده‌است. گرچه یافته‌ها نشان می‌دهد این نوع دماغ بین یهودیان و کل جمعیت در کشورهایی مثل منطقه مدیترانه که این نوع دماغ فراوانتر است، به یک میزان شایع است، به تصویر کشیدن دماغ یهودی در کاریکاتورهای ضدیهودی ادامه داشته و از سوی بسیاری از یهودیان به عنوان بخشی از هویت قومیشان درآمده است.